# نعرينات
النعرينات أو فوق فصيلة تابانويديا (الاسم العلمي: Tabanoidea) هو فيلق من الحشرات يتبع رتبة الذوات الجناحين من شعيبة الحشرات.

## فصائل
- النعرية